# Niels Högel
Niels Högel (Wilhelmshaven, 30 december 1976) is een verpleger en meermaal tot levenslange gevangenisstraf veroordeelde Duitse seriemoordenaar.
Högel was tussen 1999 en medio 2005 actief als verpleger in ziekenhuizen in Oldenburg en Delmenhorst. Tijdens die periode zou hij mogelijk de meeste moorden uit de Duitse recente geschiedenis hebben gepleegd. Een driejarig onderzoek wees uit dat hij mogelijk verantwoordelijk is voor tot 90 moorden. Bij 200 sterfgevallen wordt of werd zijn betrokkenheid onderzocht.

## Carrière
Högel werd opgeleid tot ziekenverpleger in het toenmalige St.-Willehad-Hospital in Wilhelmshaven. Hij ging vervolgens ook aan het werk als zodanig, eerst in Wilhelmshaven en vanaf 1999 in Kliniek Oldenburg. In 2002 weigerde de hoofdarts nog verder met hem te werken, nadat hij patiënten in gevaar zou hebben gebracht. Vervolgens moest hij van werkgever wisselen, kreeg hij een positieve aanbeveling van de verplegingsdirectrice, en ging hij bij Kliniek Delmenhorst aan de slag. Ook daar was sprake van onverklaarbare nood- en sterfgevallen, vooral hartritmestoornissen en het wegvallen van de bloeddruk, waarna enkele collega's hem in de gaten gingen houden.

## Vervolging en veroordelingen
Op 21 juni 2005 werd Högel op heterdaad betrapt door collega's, toen hij een patiënt zonder medische indicatie een middel tegen hartritmestoornissen toediende. Dit leidde tot een politie-onderzoek, en voor dit enkele geval werd hij vervolgens in 2008 tot zeven jaar gevangenisstraf veroordeeld. In de tussentijd meldden meerdere collega's zich bij de politie dat Högel weleens voor meer verdachte sterfgevallen verantwoordelijk zou kunnen zijn geweest. Daarop breidde de politie het onderzoek uit tot alle sterfgevallen van 2003 tot 2005. Hierbij bleek dat het aantal sterfgevallen in Delmenhorst verdubbeld was in de periode dat Högel er werkte. In 2015 werden na opgravingen in nog eens 14 vermoedelijke slachtoffers sporen van hartmedicijnen aangetroffen. Vanaf november 2014 boog een bijzondere onderzoekscommissie zich over de sterfgevallen van de diverse inrichtingen waar Högel in die tijd werkzaam was geweest. Eind juni 2016 kwamen hieruit voldoende verdenkingen naar voren om hem ook voor diverse sterfgevallen bij Kliniek Oldenburg te vervolgen. In augustus 2017 maakte de commissie bekend dat zij Högel verantwoordelijk houdt voor nog eens 84 sterfgevallen.
Op 28 februari 2015 werd Högel door het Landesgericht Oldenburg tot levenslange gevangenisstraf veroordeeld vanwege de bijzondere zwaarte van het delict. Het hof achtte het bewezen dat Högel verantwoordelijk was voor twee moorden, twee pogingen tot moord en ook een keer het in levensgevaar brengen van een patiënt. Het oordeel werd in maart 2015 definitief.
Na de veroordeling diende de openbaar aanklager van Osnabrück een aanklacht in tegen de toenmalige hoofdaanklager van Oldenburg. Deze zou ondanks eenduidige aanwijzigingen geen vervolging hebben ingesteld. Deze aanklacht werd eerst door het Landgericht en daarna door het Oberlandesgericht ongegrond verklaard.
Na de bevestiging van het oordeel begin 2015 kondigden zowel de kliniek Delmenhorst alsook de kliniek Oldenburg aan dat er een vergoeding aan de nabestaanden zou worden uitgekeerd. In juli 2015 verklaarden beide ziekenhuizen aanvullende procedures te zullen instellen waarbij een onafhankelijke schouwarts de sterfgevallen zou onderzoeken, met als doel vergelijkbare onnatuurlijke sterfgevallen in de toekomst te ontdekken. Ook werden zes toenmalige collega's van Högel aangeklaagd omdat zij zijn misdaden niet verhinderd hadden. Twee artsen en vier verplegers, onder wie de hoofdverpleger uit Delmenhorst, werden verantwoordelijk gehouden voor doodslag door verzuim.
Op 30 oktober 2018 bekende Högel in de rechtbank van Oldenburg dat hij zeker honderd moorden heeft gepleegd. Hij werd veroordeeld tot levenslang.